# 骑龙乡 (开江县)
骑龙乡，是中华人民共和国四川省达州市开江县曾经下辖的一个乡。2019年12月，撤销骑龙乡，将其所属行政区域划归普安镇管辖。

## 行政区划
骑龙乡撤销前下辖以下地区：
六家坝村、沙河村、葫芦井村、新店子村和方居庙村。